# Шкурко, Александр Иванович
Алекса́ндр Ива́нович Шкурко́ (4 ноября 1937, Харьков — 10 апреля 2022, Москва) — советский государственный деятель, историк, специалист по скифской археологии.  Директор (1992—2010) и президент (2010—2022) Государственного исторического музея в Москве. Заслуженный работник культуры РСФСР (1981). Лауреат Государственной премии Российской Федерации в области культуры (2003). Почётный профессор МГУ (2006).

## Биография
Родился в 1937 году в г Харькове. Член КПСС.
В 1960 году окончил исторический факультет МГУ им. М. В. Ломоносова. Четыре года работал лаборантом на кафедре археологии МГУ. В 1964 году перешёл работать в Государственный Исторический музей, где работал младшим научным сотрудником, методистом, экскурсоводом, а затем и главным хранителем музея. В 1976 году, защитив кандидатскую диссертацию по теме «Звериный стиль в искусстве и культуре лесостепной Скифии: VII—III вв. до н. э.», становится заместителем директора по научной работе Государственного исторического музея.
С 1981 по 1992 год — первый заместитель министра культуры РСФСР. До назначения на пост директора ГИМ в период с 5 декабря 1991 года по 5 февраля 1992 года исполнял обязанности министра. В 1992 году Александр Шкурко возглавил ГИМ. Период его руководства пришёлся на капитальный ремонт музейного здания, когда музей был закрыт для посетителей. В 1997 году открылась первая очередь постоянной экспозиции, а в 2006 году обновлённый музей полностью открылся.
До конца своей жизни являлся президентом Государственного Исторического музея. Среди его достижений — полная реставрация филиала музея — Храма Василия Блаженного на Красной площади.
Член президиума Союза музеев России, член президиума национального комитета Международного совета музеев (ICOM). 
Лауреат Государственной премии Российской Федерации в области культуры (2003).
Умер 10 апреля 2022 года в Москве. Похоронен на Донском кладбище (участок у колумбария 12).

## Награды
- Орден «За заслуги перед Отечеством» III степени (21 апреля 2008) — за большой вклад в развитие музейного дела, сохранение национального культурного наследия России[6].
- Орден «За заслуги перед Отечеством» IV степени (24 октября 2003) — за большие заслуги в развитии отечественного музееведения[7].
- Орден Почёта (17 марта 1997) — за заслуги перед государством и большой вклад в развитие отечественного музейного дела[8].
- Орден Дружбы народов[9].
- Орден «За заслуги» III степени (28 апреля 2004, Украина) — за весомый личный вклад в популяризацию историко-культурного наследия, развитие международного сотрудничества в музейной сфере[10].
- Офицер ордена Почётного легиона (13 ноября 2007, Франция)[11].
- Командор ордена Полярной звезды (Швеция)[9].
- Медаль «В ознаменование 100-летия со дня рождения Владимира Ильича Ленина».
- Заслуженный работник культуры РСФСР (14 января 1981) — за заслуги в области советской культуры[12]
- Государственная премия Российской Федерации 2002 года в области музыкального и хореографического искусства (5 июня 2003) —  за выставочную деятельность Государственного Исторического музея «Историко-культурное наследие России —— наше общее достояние», 1997 — 2002 годов[13].
- Почётная грамота Президента Российской Федерации (2 июня 2010) — за заслуги в области культуры и многолетнюю плодотворную работу[14].
- Почётная грамота Правительства Российской Федерации (3 ноября 1997) — за большой личный вклад в дело сохранения культурного наследия народов Российской Федерации и многолетний добросовестный труд
- Благодарность Министра культуры и массовых коммуникаций Российской Федерации (24 января 2006) — за подготовку и организацию выставки «240 лет Вольному экономическому обществу России»[15]
- Почётный профессор МГУ (2006) — за выдающиеся достижения в распространении исторических знаний, за вклад в развитие музейного дела в России и за плодотворное сотрудничество с МГУ[16].

## Семья
Брат — экономист Сергей Иванович Шкурко (1925—2006), специалист в области социально-трудовых отношений, доктор экономических наук, профессор.